# Połtew (przystanek kolejowy)
Połtew (ukr. Полтва, ros. Полтва) – przystanek kolejowy w miejscowości Połtew, w rejonie złoczowskim, w obwodzie lwowskim, na Ukrainie.